# Chồn hôi đội mũ
Chồn hôi đội mũ (Mephitis macroura) là một loài động vật có vú trong họ Chồn hôi, bộ Ăn thịt. Loài này được Lichtenstein mô tả năm 1832. Loài này phân bố từ Tây Nam Hoa Kỳ đến Nam Mexico, nhưng có nhiều nhất ở México. Nhóm ở Nam Mexio chỉ 50% hoặc nhỏ hơn nhóm ở Tây Nam Hoa Kỳ. Nó được tìm thấy trong đồng cỏ, sa mạc, và ở dưới chân núi của núi, tránh cao độ cao. Nó có xu hướng sống gần nguồn nước, chẳng hạn sông. Những con cái thường có kích thước nhỏ hơn 15% so với cá đực và mùa sinh sản của chúng giữa tháng 2 và tháng 3. Một ổ có từ 3-8 con non.
Loài này chủ yếu ăn thực vật, đặc biệt là loài lê (Opuntia spp.), nhưng cũng ăn côn trùng, động vật có dây sống nhỏ và trứng chim,. Không có trường hợp bệnh dại được ghi nhận, nhưng chúng mang một loạt các ký sinh trùng, giun tròn, giun tròn, và bọ chét.

## Hình ảnh

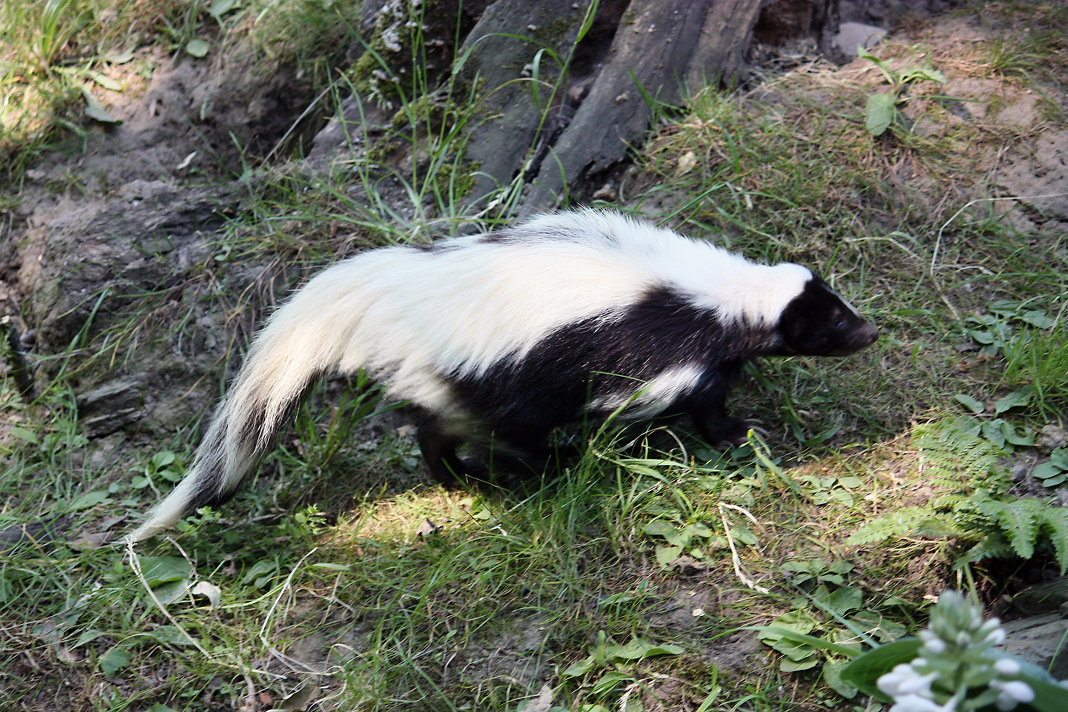
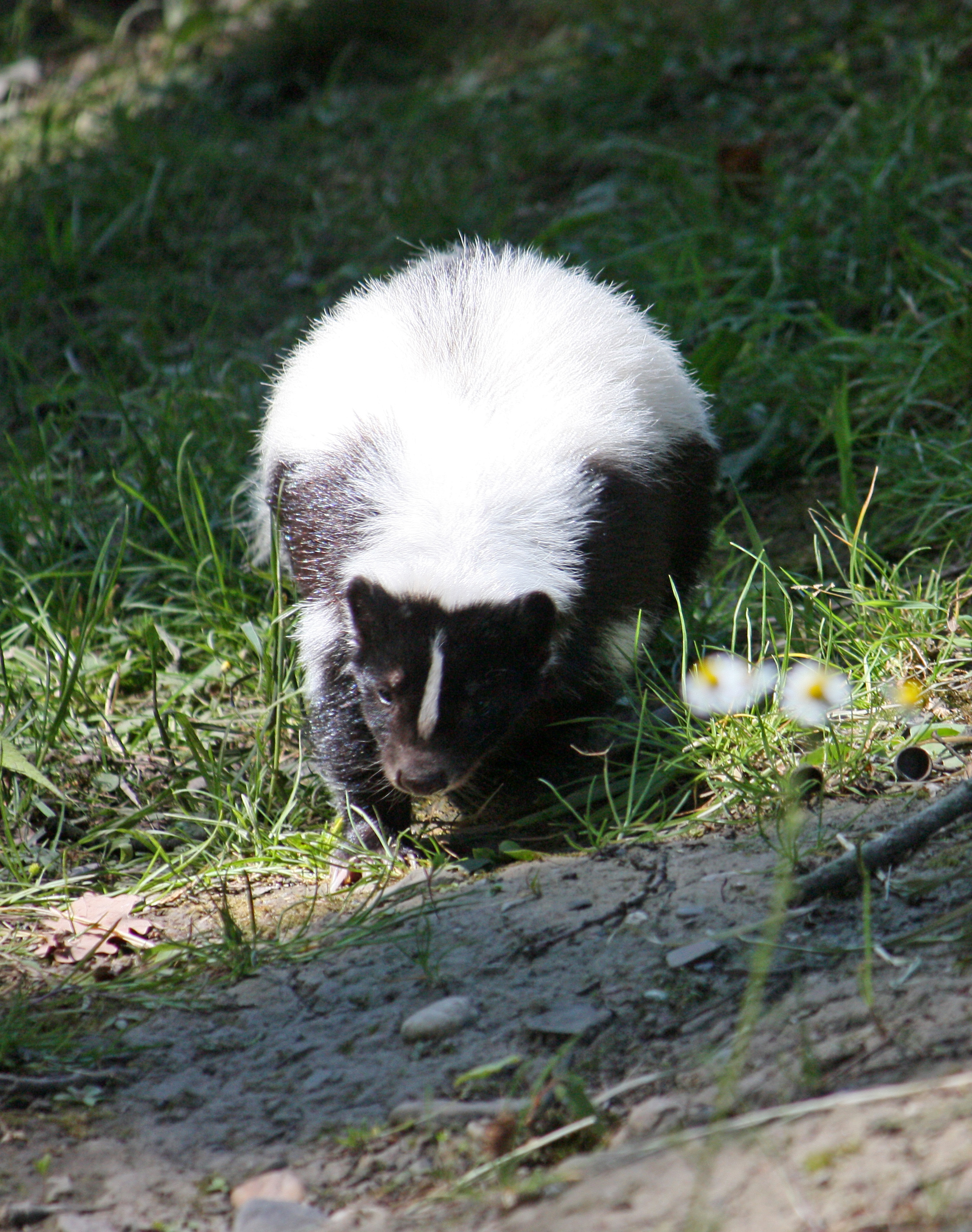
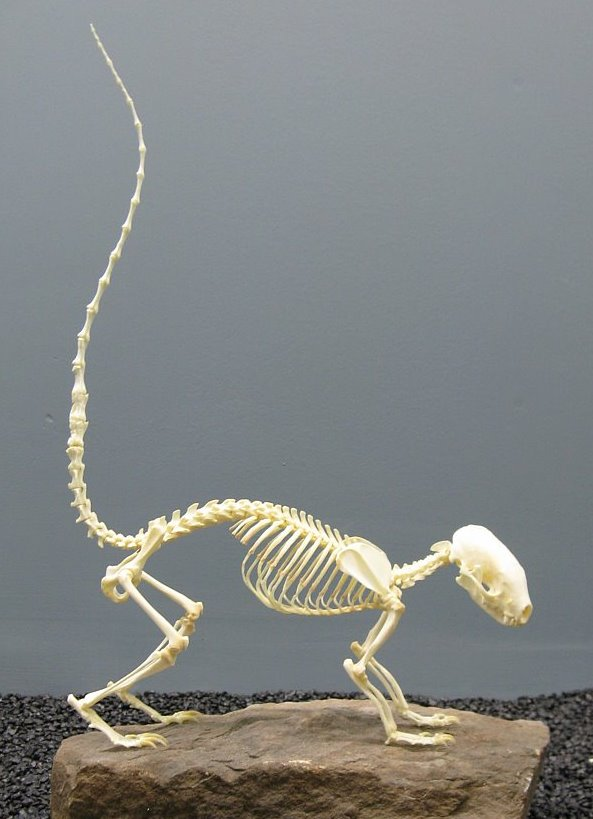
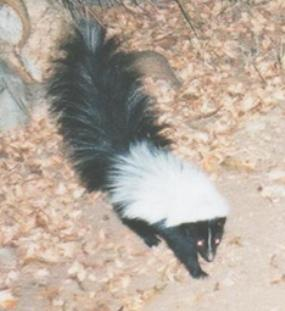